# RAT-31DL

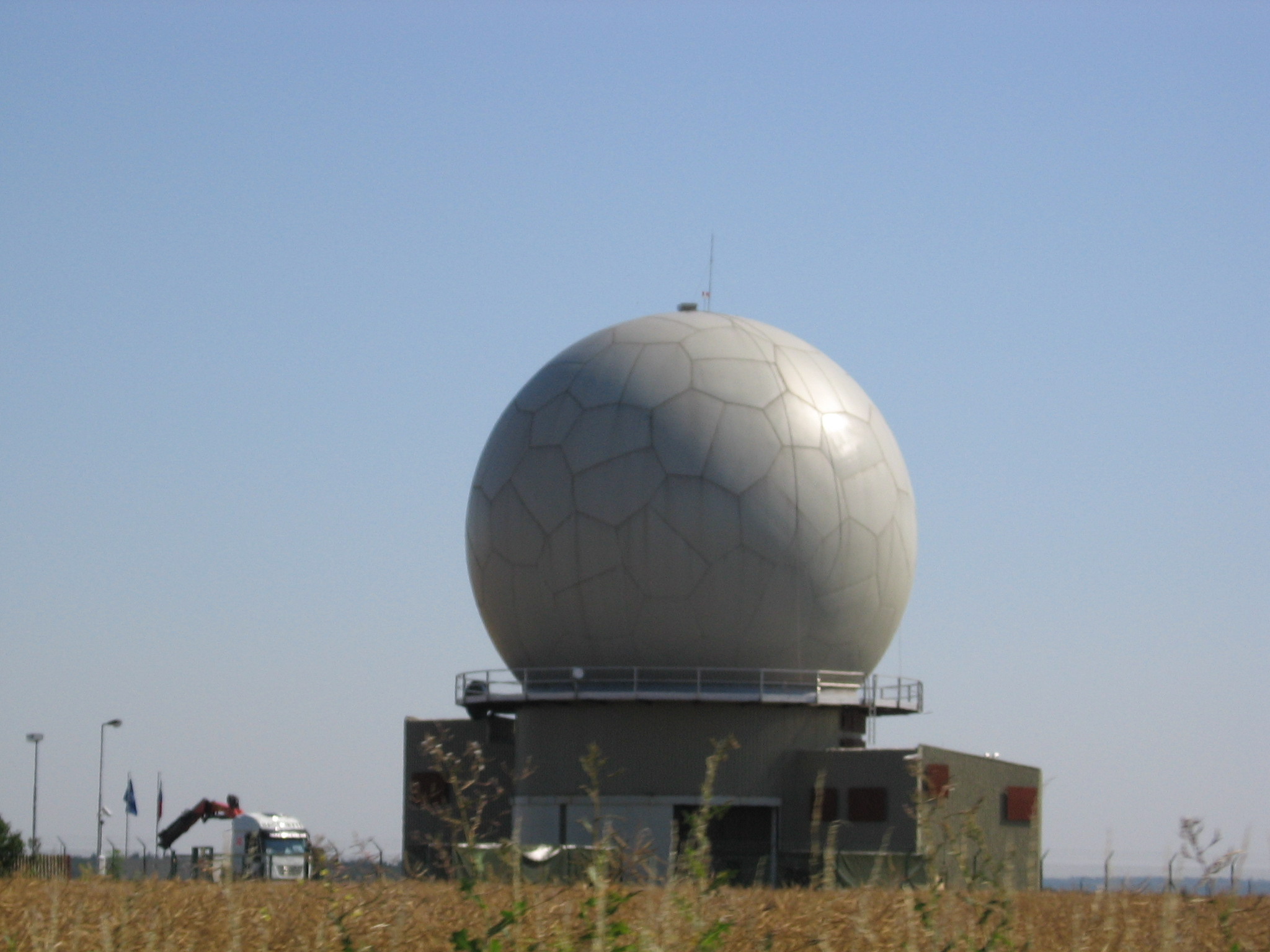
Stacja radiolokacyjna RAT-31DL w Czechach

RAT-31DL – trójwspółrzędna stacja radiolokacyjna dalekiego zasięgu włoskiej firmy Leonardo. 
Akronim RAT oznacza (wł.) Radar Avvistamento Terrestre, naziemny radar rozpoznawczy. RAT-31DL jest radarem programowanym, opartym na technologiach półprzewodnikowych, przeznaczonym do kontroli przestrzeni powietrznej. Umożliwia wykrywanie obiektów powietrznych, określanie ich współrzędnych (azymut, odległość, wysokość), identyfikację swój-obcy (IFF) oraz peleng (namiar) źródeł zakłóceń aktywnych. 

## Dane techniczne stacji radiolokacyjnej[3][2]
- pasmo pracy L
- zasięg 470 km
- pułap 30 km
- azymut 0-360°
- prędkość obrotowa 5 obr./min
- moc wyjściowa 60 kW

## Użytkownicy
- Czechy
- Dania
- Grecja
- Hiszpania
- Malezja
- Niemcy
- Polska
- Turcja
- Węgry
- Wielka Brytania
- Włochy

## Użytkownicy w Polsce[4]
Stacja jest wykorzystywana w polskich Siłach Powietrznych w 3. Brygadzie Radiotechnicznej:
- 3 Sandomierski Batalion Radiotechniczny w Sandomierzu
  - 110 posterunek radiolokacyjny dalekiego zasięgu, Łabunie
- 8 Szczycieński Batalion Radiotechniczny w Lipowcu
  - 184 posterunek radiolokacyjny dalekiego zasięgu Szypliszki
  - 211 posterunek radiolokacyjny dalekiego zasięgu Chruściel